# Jewgeni Jurjewitsch Plechow
Jewgeni Jurjewitsch Plechow (russisch Евгений Юрьевич Плехов; * 15. Dezember 1982 in Moskau, Sowjetunion) ist ein ehemaliger russischer Skispringer und heutiger Trainer.

## Werdegang
Jewgeni Plechow debütierte am 20. Januar 2002 im Rahmen eines Wettbewerbs in Courchevel im Continental Cup und belegte hierbei den 51. und letzten Platz. Am 27. Dezember 2003 holte er mit einem 21. Platz in Engelberg seine ersten Continental-Cup-Punkte.
Am 4. und 5. Februar 2006 debütierte Plechow in Willingen im Skisprung-Weltcup. Im Einzelwettbewerb erreichte er den 45. Platz, im Teamwettbewerb erreichte er mit der russischen Mannschaft nur Platz zehn. Dies waren zugleich seine einzigen Starts im Weltcup.
Am 1. Januar 2007 startete Plechow das erste und einzige Mal im FIS Cup und belegte hier den zehnten Platz. Am 27. Februar 2007 erreichte er mit einem dritten Platz in Oberhof sein bestes Ergebnis im Continental Cup sowie seine erste und einzige Podestplatzierung.
Bei der Winter-Universiade 2007 in Pragelato erreichte Plechow im Einzelwettbewerb von der Normalschanze den 33. und im Wettbewerb von der Großschanze den zehnten Platz.
Plechow startete im März 2008 bei seinem letzten Wettbewerb.
Seit der Saison 2018/19 ist Plechow Skisprungnationaltrainer Russlands.

## Statistik

### Continental-Cup-Platzierungen
| Saison  | Sommer | Sommer | Winter | Winter | Gesamt | Gesamt |
| Saison  | Platz  | Punkte | Platz  | Punkte | Platz  | Punkte |
| ------- | ------ | ------ | ------ | ------ | ------ | ------ |
| 2003/04 | —      | —      | 111.   | 010    | 144.   | 010    |
| 2004/05 | 086.   | 002    | —      | —      | 196.   | 002    |
| 2005/06 | 093.   | 005    | 111.   | 008    | 142.   | 013    |
| 2006/07 | 037.   | 035    | 055.   | 089    |        | 124    |
| 2007/08 | —      | —      | 123.   | 011    | 140.   | 011    |